# Николз, Мэри Энн
Мэ́ри Энн «Полли» Ни́колз (англ. Mary Ann „Polly“ Nichols; урождённая Уо́кер; 26 августа 1845, Лондон — 31 августа 1888, Уайтчепел, Большой Лондон) — лондонская проститутка; одна из жертв убийств в Уайтчепеле. Считается первой «канонической» жертвой Джека-потрошителя — предполагаемого серийного убийцы, ответственного за смерть как минимум пяти женщин в Лондоне осенью 1888 года.

## Биография
Мэри Энн Уокер родилась 26 августа 1845 года на Дин-стрит в Лондоне в семье замочника Эдварда Уокера и его жены Кэролайн. 16 января 1864 года Мэри Энн вышла замуж за работника типографии Уильяма Николза, от которого в период с 1866 по 1879 год родила пятерых детей: Эдварда Джона, Перси Джорджа, Элис Эстер, Элайзу Сару и Генри Альфреда. В 1880 или 1881 году брак распался по достоверно не известным причинам: отец Мэри Энн обвинял Уильяма в том, что тот бросил её из-за романа с медсестрой, присутствовавшей на родах их последнего ребёнка; в свою очередь, Николз утверждал, что имеет доказательство того, что их с Мэри брак продолжался не менее трёх лет после даты, когда якобы началась его интрига с медсестрой, и что жена его бросила и занималась проституцией. По свидетельствам полиции, супруги расстались из-за пристрастия Мэри Энн к спиртному.
По закону Уильям Николз должен был поддерживать жену финансово. Он выплачивал Мэри Энн пять шиллингов в неделю на содержание детей, пока в 1882 году не узнал, что та зарабатывает на жизнь проституцией; заработок, добытый незаконным путём, освобождал Уильям от выплат жене. Большую часть оставшейся жизни Мэри Энн Николз провела в работных домах и дешёвом общественном жилье на подаяния и скудные средства, заработанные проституцией. Она прожила год или чуть больше с отцом, но ушла от него после ссоры; Эдвард Уокер позднее заявлял, что слышал о том, что Мэри Энн жила в Уолуорте с кузнецом по имени Дрю. В начале 1888 года Николз поместили в работный дом в Ламбете, когда обнаружили её спящей на Трафальгарской площади. Она покинула дом в мае и устроилась служанкой в дом супружеской четы Коудри в Уондсуэрте, но не продержалась там долго, так как она страдала от алкоголизма, а её работодатели были непьющими людьми: два месяца спустя Николз сбежала, украв одежду стоимостью в три фунта и десять шиллингов. На момент смерти она проживала в общественном жилье в Спитлфилдзе, где делила комнату с некой Эмили «Нелли» Холланд.

## Смерть
Примерно в 23:00 30 августа 1888 года Мэри Энн Николз видели идущей по Уайтчепел-роуд; в 0:30 её видели выходящей из паба на Брик-лейн в Спитлфилдзе. Час спустя из-за нехватки четырёх пенсов на ночлег её выгнали из дома по адресу 18 Троул-стрит; при этом Николз сказала, что отправилась подзаработать, в чём ей поможет новый капот. Нелли Холланд была последним человеком, видевшим Николз живой на пересечении Осборн-стрит и Уайтчепел-роуд в 2:30, за час до смерти Николз. Мэри Энн сказала Холланд, что заработала денег, чтобы оплатить ночлег на трое суток вперёд, но потратила их все на алкоголь.
Примерно в 3:40 извозчик по имени Чарльз Аллен Лачмер, также известный как Чарльз Кросс, обнаружил Мэри Энн Николз лежащей на земле перед воротами конюшни на Бакс-Роу в Уайтчепеле в 150 ярдах от лондонского госпиталя и 100 ярдах от Блекуолл Билдингз. Её юбка была задрана. Вскоре Кросс указал на тело Роберту Полу, другому извозчику, ехавшему мимо по пути на работу. Кросс был уверен, что женщина мертва, но Пол думал, что она могла быть без сознания, и мужчины, опустив юбку женщины, отправились на поиски полицейских. Они сообщили о находке констеблю Джонасу Майзену и продолжили свой путь. Пока Майзен шёл к телу, с другой стороны к нему приблизился констебль Джон Нил и позвал третьего констебля, Джона Тейна. Когда новость об убийстве расползлась, трое мясников с скотобойни на соседней Уинтроп-стрит, работавших в ночь, подошли взглянуть на тело. Ни мясники, ни полицейские, патрулировавшие улицу, ни жители соседних домов не видели и не слышали в ту ночь ничего подозрительного.
Джон Тейн вызвал хирурга Генри Льюэллина, который прибыл в 4:00 и определил, что женщина была мертва в течение около получаса. Её горло было рассечено дважды слева направо; на животе присутствовала одна глубокая рваная рана, несколько разрезов поперёк живота и три или четыре разреза в правом боку, нанесённых тем же лезвием длиной не менее 6—8 дюймов (15—20 см). Льюэллин выразил удивление тому, что на месте обнаружения тела было мало крови: «хватит наполнить два больших бокала для вина, или полпинты (менее 0,25 л) максимум». Его комментарий вызвал предположения, что Николз была убита в другом месте. Однако выяснилось, что много крови, вытекшей из ран, впиталось в одежду, и это не оставило повода сомневаться, что преступник убил женщину на месте, путём быстрого перерезания горла. Смерть наступила мгновенно, ранения живота убийца нанёс уже после смерти жертвы, на это могло потребоваться менее пяти минут. Когда тело женщины подняли, под ним обнаружили лужу запёкшейся крови.

## Расследование
Так как убийство было совершено на территории полицейского отделения в Бетнэл-Грин, его изначально расследовали местные детективы Джон Спрэтлинг и Джозеф Нельсон, чьи действия не возымели успеха. В прессе преступление связали с двумя предыдущими «уайтчепельскими убийствами» — Эммы Элизабет Смит и Марты Тэбрем — и предполагали, что убийства были совершены группой лиц или бандой, как это было в случае со Смит. Лондонская газета «The Star» опубликовала предположение, что в преступлении повинен убийца-одиночка, позднее другие газеты поддержали это предположение. Подозрение, что в Лондоне действует серийный убийца, привело к тому, что дело передали инспекторам из Центрального офиса Скотланд-Ярда — Фредерику Абберлайну, Генри Муру и Уолтеру Саймону Эндрюсу.
Личность погибшей помогла установить маркировка прачечной работного дома в Ламбете, обнаруженная на её одежде. Тело также опознали Нелли Холланд и Уильям Николз. В свидетельстве о смерти указано, что Мэри Энн было 42 года на момент убийства (ошибка, перекочевавшая на табличку на надгробной плите), записи о рождении указывают на то, что ей было 43 года, что подтвердил её отец, заявивший, что выглядела она «на десять лет моложе» своего возраста. Расследование смерти Николз началось 1 сентября; к делу был привлечён коронер восточного Мидлсекса Уинн Эдвин Бакстер, который также расследовал гибель предыдущих двух жертв и следующих четверых. Репортёры из The Times опубликовали свидетельство неназванного участника расследования:

Отсутствовали пять зубов и имелся небольшой разрыв языка. На нижней части челюсти справа был синяк. Это могло быть вызвано ударом кулака или нажатием большого пальца руки. С левой стороны лица был синяк, который также мог появиться вследствие нажатия пальцами. На левой стороне шеи, примерно в дюйме под челюстью, был разрез в длину около 4 дюймов, начинавшийся под ухом. С той же стороны, но на дюйм ниже и на дюйм правее был разрез, который заканчивался в трёх дюймах ниже правой челюсти. Это разрез полностью рассёк все ткани вплоть до позвоночника. Крупные сосуды шеи с обеих сторон были разрезаны. Разрез был около 8 дюймов в длину. Разрезы наносились длинным достаточно острым лезвием ножа, использовавшегося с большим усилием. Крови на груди не было обнаружено, как и на теле или одежде. Травм на теле не было до самой нижней части живота. [Здесь] в двух или трёх дюймах от левого бока была рваная рана. Рана была очень глубокой, задев ткани. На животе также было несколько разрезов. С правой стороны были три или четыре аналогичных разреза, которые были вызваны лезвием, использовавшимся с силой и давлением. Травмы были нанесены слева направо и, возможно, были сделаны левшой. Все травмы были нанесены одним и тем же инструментом.

Вскоре поползли слухи, что к убийству Мэри Энн мог быть причастен местный персонаж по прозвищу «Кожаный фартук» — польский еврей Джон Пайзер; полиция расследовала эту версию и пришла к выводу, что никакой связи между Кожаным фартуком и смертью Мэри Энн нет. Тем не менее, часть газет тут же подхватила идею и даже опубликовала воображаемое описание Кожаного фартука, используя грубые еврейские стереотипы, однако конкурирующие издания отклонили его как «мифическую преувеличенную фантазию журналиста». Пайзер был арестован несмотря на отсутствие каких-либо доказательств, однако когда его алиби подтвердилось, был освобождён. Пайзеру удалось получить денежную компенсацию по меньшей мере от одной газеты, назвавшей его убийцей.
После нескольких отсрочек, позволивших полиции собрать дополнительные доказательства, расследование было прекращено 24 сентября. На основе имеющихся доказательств коронер Бакстер сделал вывод, что Николз была убита сразу после трёх часов утра в том же месте, где было найдено её тело. Он исключил вероятность того, что её убийство было связано со смертью Смит и Тэбрем из-за разных способов и орудий убийства. Однако к моменту завершения расследования смерти Николз 8 сентября была убита другая женщина, Энни Чэпмен, и Бакстер отметил большое сходство между этими двумя преступлениями, поэтому полицейские расследования были объединены. Последующие убийства Страйд и Эддоус 30 сентября, произошедшие через неделю после завершения расследования смерти Николз, а также убийство Келли имели одинаковый почерк, поэтому пресса и общественность пришли к выводу, что совершены они были одним человеком, называемым Джеком-потрошителем.

## Похороны
Похороны Мэри Энн состоялись 6 сентября 1888 года. Её тело было перевезено в гробу из полированного вяза к гробовщику с Хэнбери-стрит Генри Смиту. Похоронная процессия состояла из катафалка и двух траурных карет, в которых ехали отец, бывший муж, внук и двое детей Мэри Энн. Николз была захоронена на Илфордском кладбище в Лондоне в общественной могиле (№ 49500, участок 318). В конце 1996 года власти города обозначили могилу Мэри Энн Николз табличкой.

## В кинематографе
Мэри Энн Николз является персонажем ряда документальных и художественных фильмов и телесериалов:
- Шерлок Холмс: Этюд в кошмарных тонах[англ.] (1956; роль исполнила Кристиана Майбах)
- Из ада (2001; роль исполнила Аннабель Эпшен)
- Джек, последняя жертва (2005; роль исполнена Марисса Мервуд)
- Настоящий Джек-потрошитель (2010; роль исполнила Стефани Холлибурн)
- Джек-потрошитель: Завершённая история (2011; эпизод #1.1, роль исполнила Лорейн Констанс)
- Часовня (2013; роль исполнила Софи Шарп)
- Журнал убийств Фреда Динейджа (2013; эпизод Jack the Ripper, роль исполнила Рене Дейли)
- Шекспир против Джека-потрошителя (2017; роль исполнила Челси Фицджеральд)
- Темный дворецкий (манга: том 3, глава 13, аниме: 1 сезон 5, 6 серия)

## Комментарии
1. ↑  Кук, Файдо, а также Эванс и Скиннер, приводят имя хирурга как Генри Льюэллин, однако в книге Эванса и Рамблоу он указан как Рис Ральф Льюэллин.